# カラオア

カラオアはハワイ島の西海岸にあり、カイルア・コナの町のすぐ北郊外に当たる

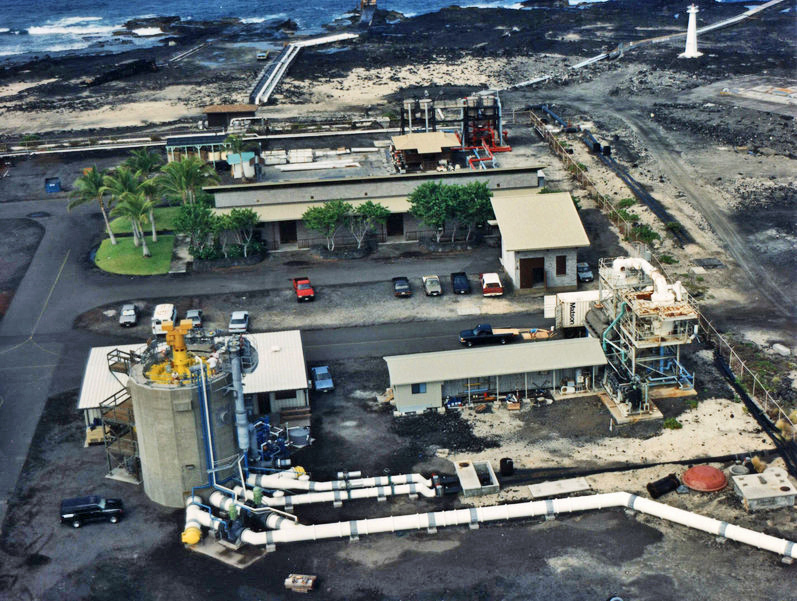
ハワイ州立自然エネルギー研究所（NELHA）では深海からの海水の利用などを研究している。

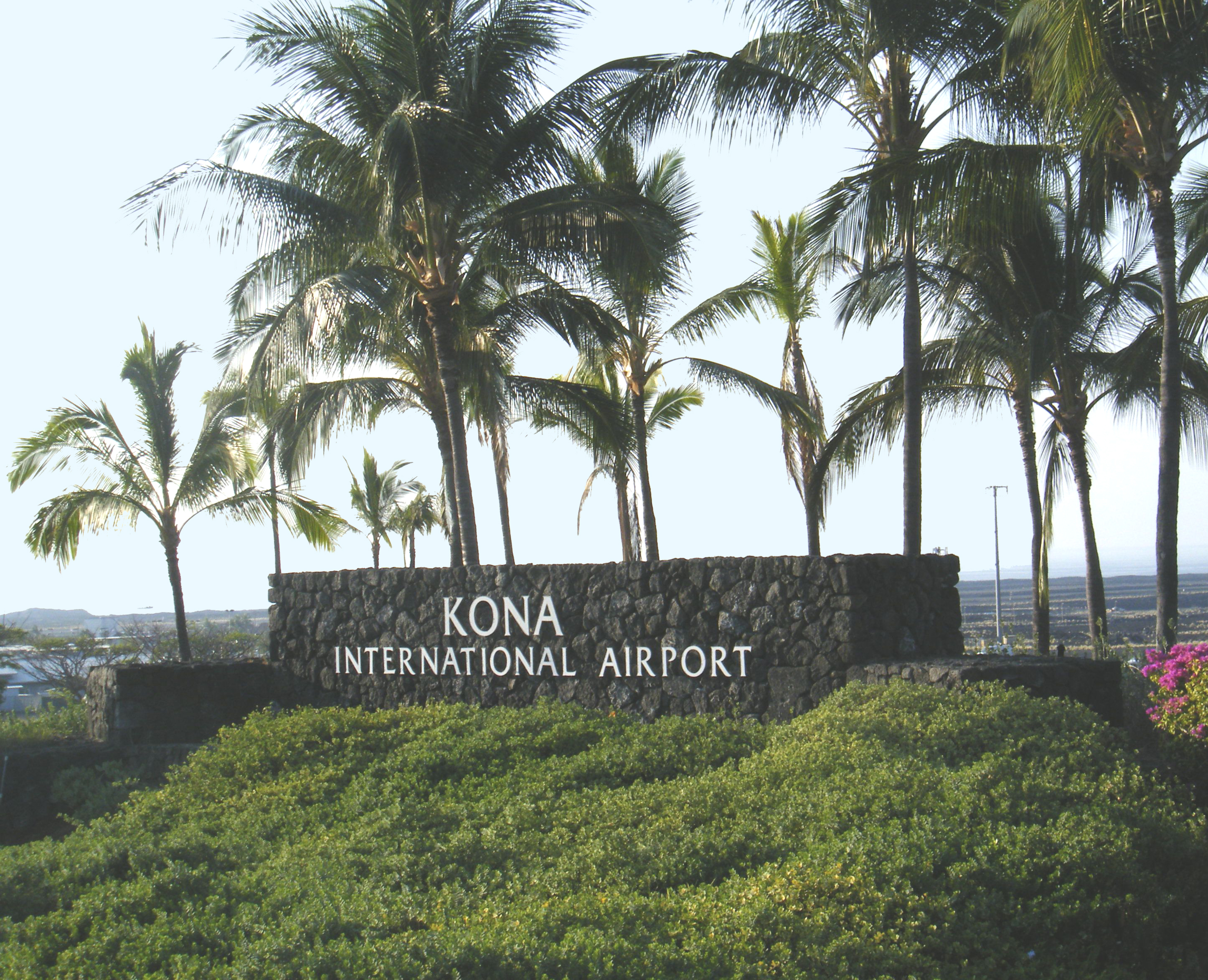
コナ国際空港への入口

カラオア（英語: Kalaoa, Hawaii ）はアメリカ合衆国ハワイのハワイ郡にある国勢調査指定地域（CDP）で、ハワイ島西部のカイルア・コナの町の北郊外に当たる。2010年の国勢調査では人口が9,644人で、2000年の調査の6,794人より増えている。
地域内にはコナ国際空港、ハワイ州立自然エネルギー研究所、モクレレ航空の本拠地、ハワイ・コミュニティーカレッジのパラマヌイ校などがある。

## 地理
カラオアはハワイ島の西側にあり、南にはカイルア・コナの町があり、北には遠くワイコロア・ビーチ、ワイコロア・ビレッジ、カワイハエなどの集落がある。フアラライ山の西側、すなわち太平洋側の麓にある。
アメリカ合衆国国勢調査局に依れば、この国勢調査指定地域は45.6平方マイル（118.1平方キロメートル）で、その内39.2平方マイル（101.4平方キロメートル）が地面で、6.4平方マイル（16.7平方キロメートル）すなわち14.13パーセントが水面である。

## 2000年国勢調査データ
2000年国勢調査では、人口は6,794人、所帯数が2,402、家族数は1,724であった。人種分布では、白人が49.34％、アフリカ系が0.35％、先住民系が0.52％、アジア系が13.39％、太平洋諸島系が10.35％、他は0.78％で、２つ以上の混血が25.27％、ヒスパニック系が5.95％であった。

## 交通

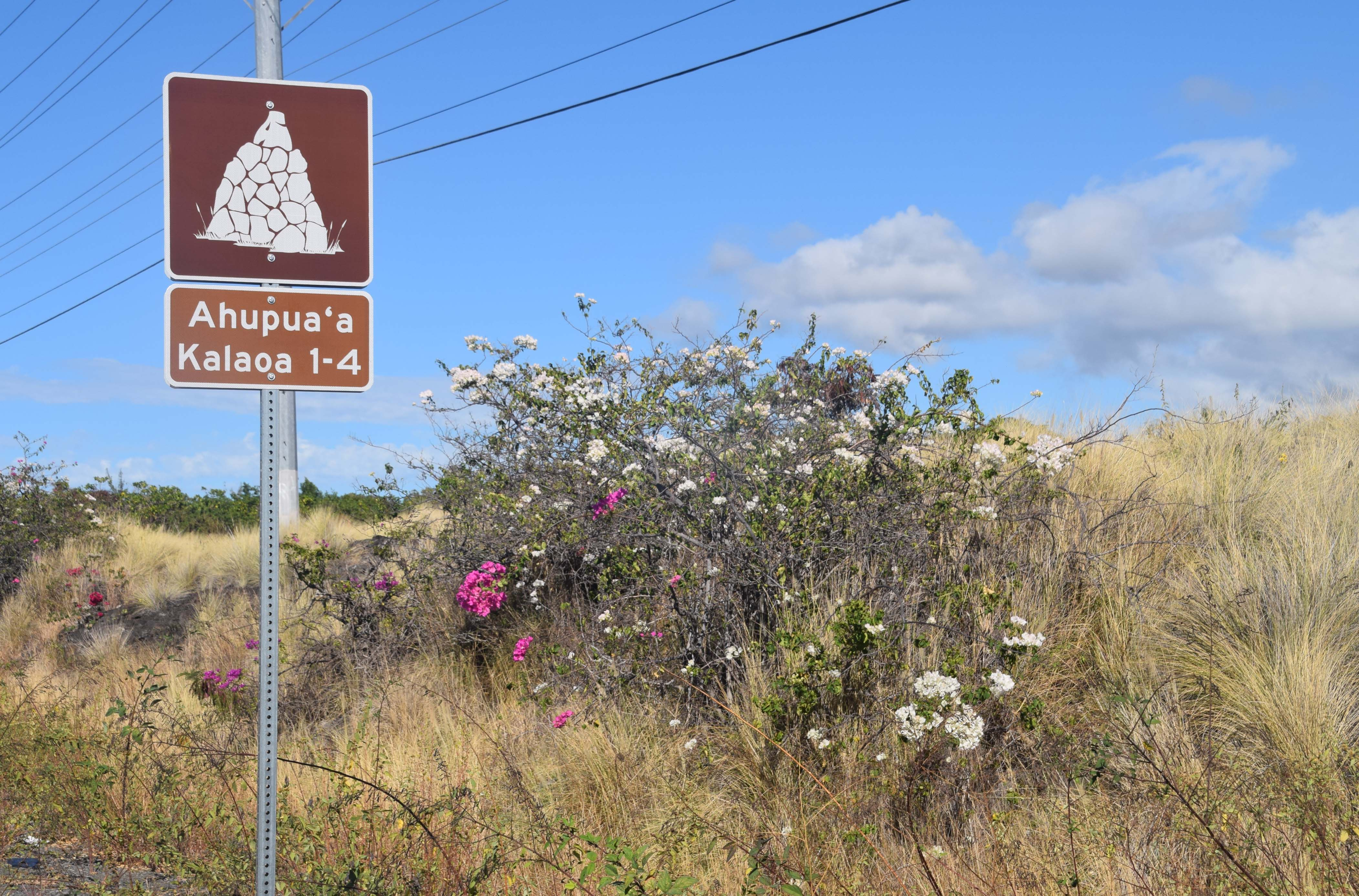
道路上に「カラオア」の標識（ ハワイ州道19号線の93マイル標識とカイミナニ通りの間）

コナ国際空港があり、ハワイの他島、アメリカ大陸、日本への直通便がある。
道路は海側にハワイ州道19号線、山側にハワイ州道190号線が南北に走っていて、両道路をカイミナニ通り（Kaiminani Dr.
北緯19度43分23秒 西経156度0分17秒 / 北緯19.72306度 西経156.00472度座標: 北緯19度43分23秒 西経156度0分17秒 / 北緯19.72306度 西経156.00472度
）が東西に結んでいる。

## 参照
1. ↑  Contact Us, Mokulele Airlines
2. ↑  U.S. Gazetteer Files (Geography, United States Census Bureau)